# Феодосийский морской торговый порт
Феодоси́йский морско́й торго́вый порт (укр. Феодосійський морський торговельний порт) — крупный черноморский порт, крупнейшее предприятие г. Феодосия (Крым). 
Расположен в западной части незамерзающего Феодосийского залива.
Администрация находится по адресу:  Крым, Феодосия, ул. Горького, 11.
Территория Феодосийского порта составляет 13,44 га, он разделён на 2 грузовых района:
- Для перегрузки сухих грузов. Причалы 1, 2, 3, 14, 15, оборудованные портальными кранами, подъездными железнодорожными путями, площадкой для приёма контейнеров. Имеются крытые и открытые склады.
- Для нефти и нефтепродуктов. Два рейдовых нефтепричала для перевалки сырой нефти и светлых нефтепродуктов и один нефтепирс: северный причал с глубинами до 13,5 м может принимать танкеры водоизмещением 80 тысяч тонн при осадке до 12,5 м; южный причал — до 80 тыс. т при осадке до 11,3 м; нефтепирс для тёмных нефтепродуктов, где принимаются танкеры 5 тыс. т и осадкой 5 м. Производительность погрузки и выгрузки нефтепродуктов составляет 1500 тонн в час.

Пассажирские операции выполняются у причала № 15.

## История

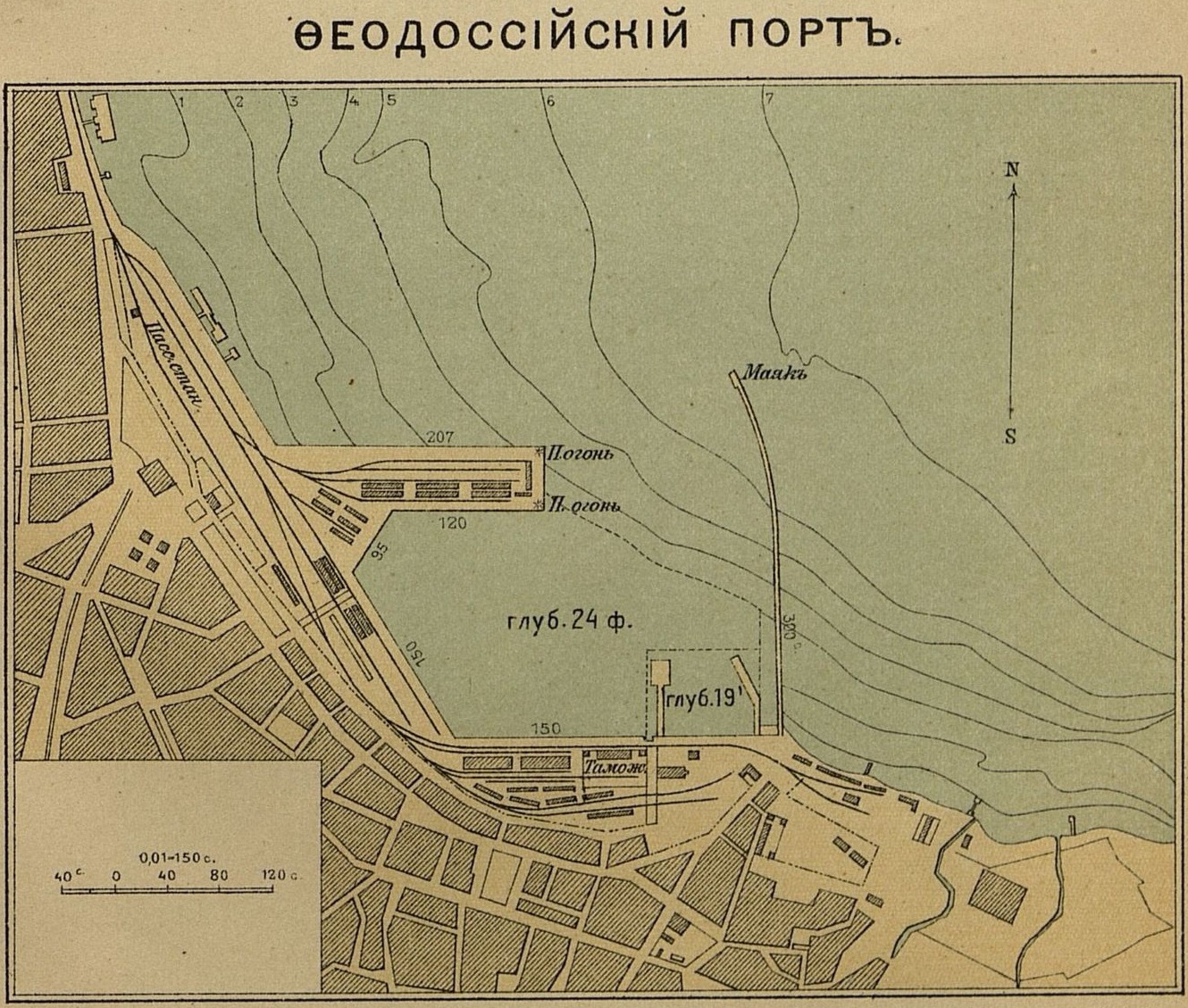
План порта на начало 1900-х годов

Решение о строительстве порта Феодосии было принято в 1885 году, большую роль в создании порта сыграл местный уроженец — живописец Иван Айвазовский. Строительство порта велось в 1891—1895 годах.
На строительство порта было выделено 4 200 000 рублей. Поначалу оно велось хозяйственным путем, но потом работы были сданы подрядчику — инженеру Шевцову. Он приступил к выполнению заказа с конца 1891 года, а после смерти Шевцова в июле 1892 года работы продолжил строитель Ялтинского и Севастопольского портов известный инженер-строитель генерал Александр Львович Бертье-Делагард. По строительному плану предусматривалось за три года соорудить два мола: «широкий» — для причаливания десяти океанских кораблей одновременно и «защитный» — для отстоя кораблей в непогоду. Объем работ был колоссальным: портовые сооружения выдвигались в море. Почти вся портовая территория насыпалась, берег укрепляли изготавливаемыми вручную громадными бетонными кубами. Возводились портовые сооружения, набережная, каменные лестницы, откосы, мертвые якоря. Чаша порта углублялась до 24 футов (7,92 м).
В советское время был закрыт для приёма иностранных судов, с 1992 года вновь открыт. Порт может перерабатывать до 40 наименований грузов, механизирован, имеет разветвлённую сеть железнодорожных путей.
В 2001 году между Украиной и Казахстаном шли переговоры о продаже порта Астане.

## Галерея

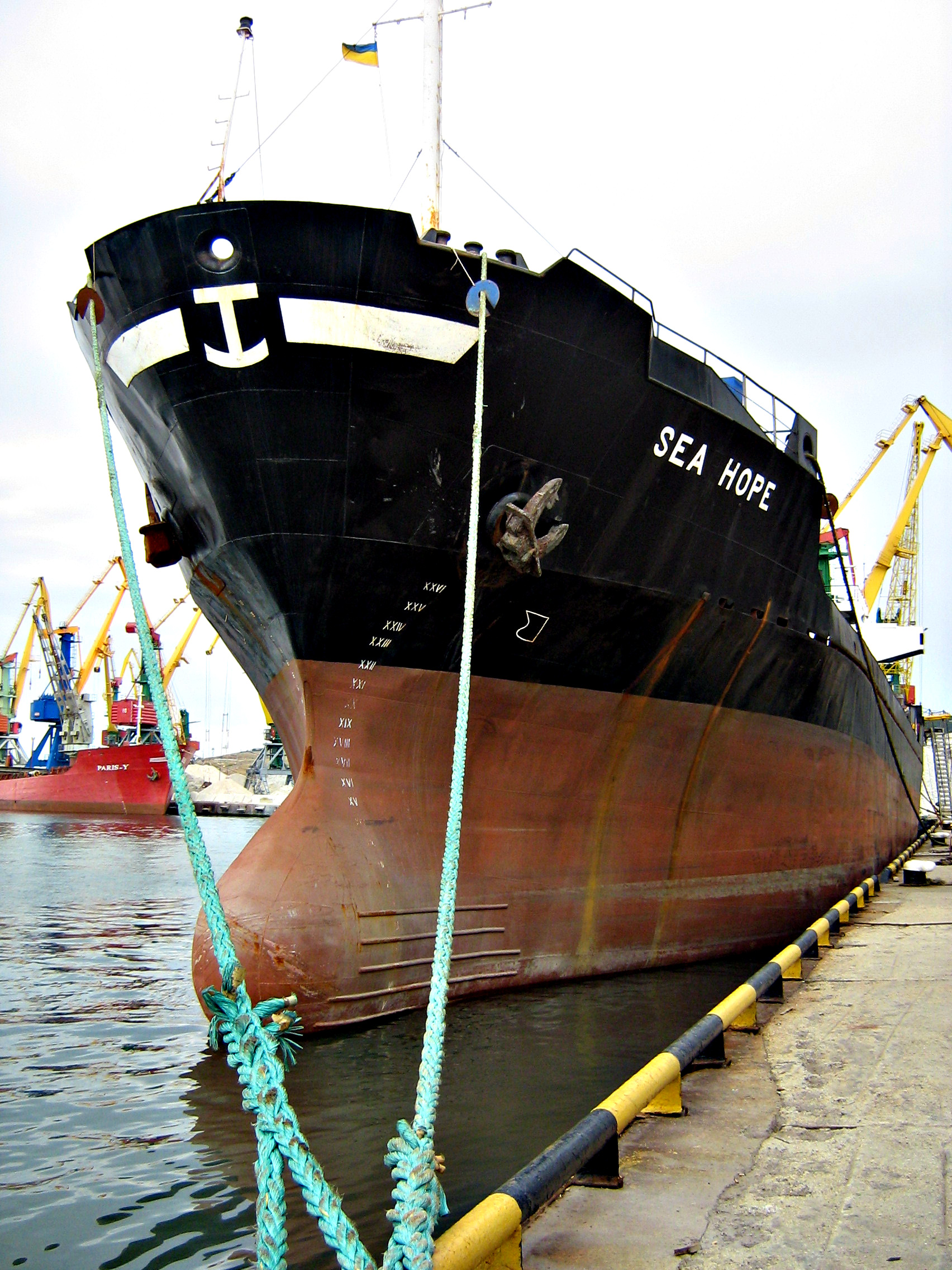
В Феодосийском порту. (2011 год)
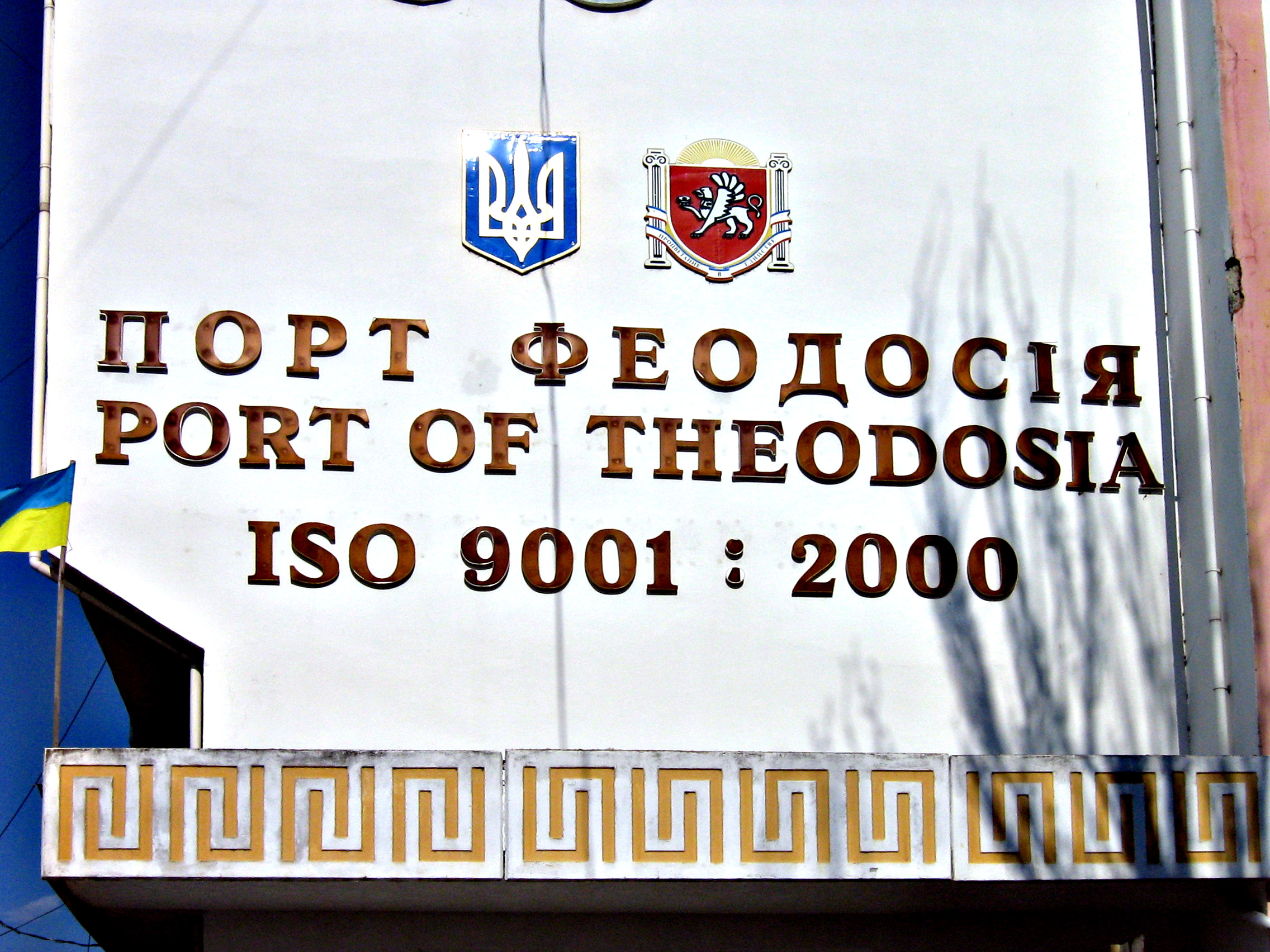
Проходная порта. (2011 год)
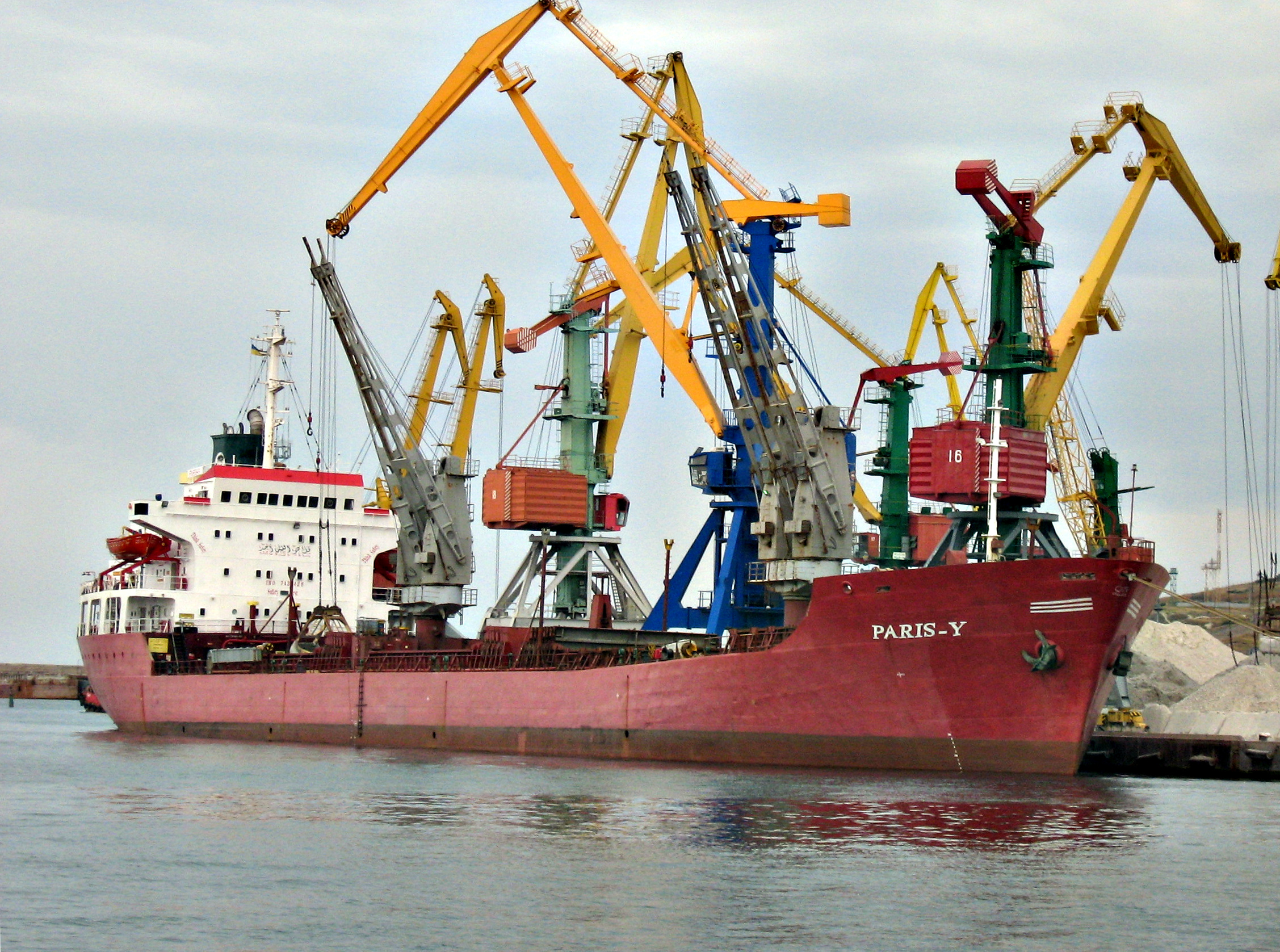
У причала. (2011 год)
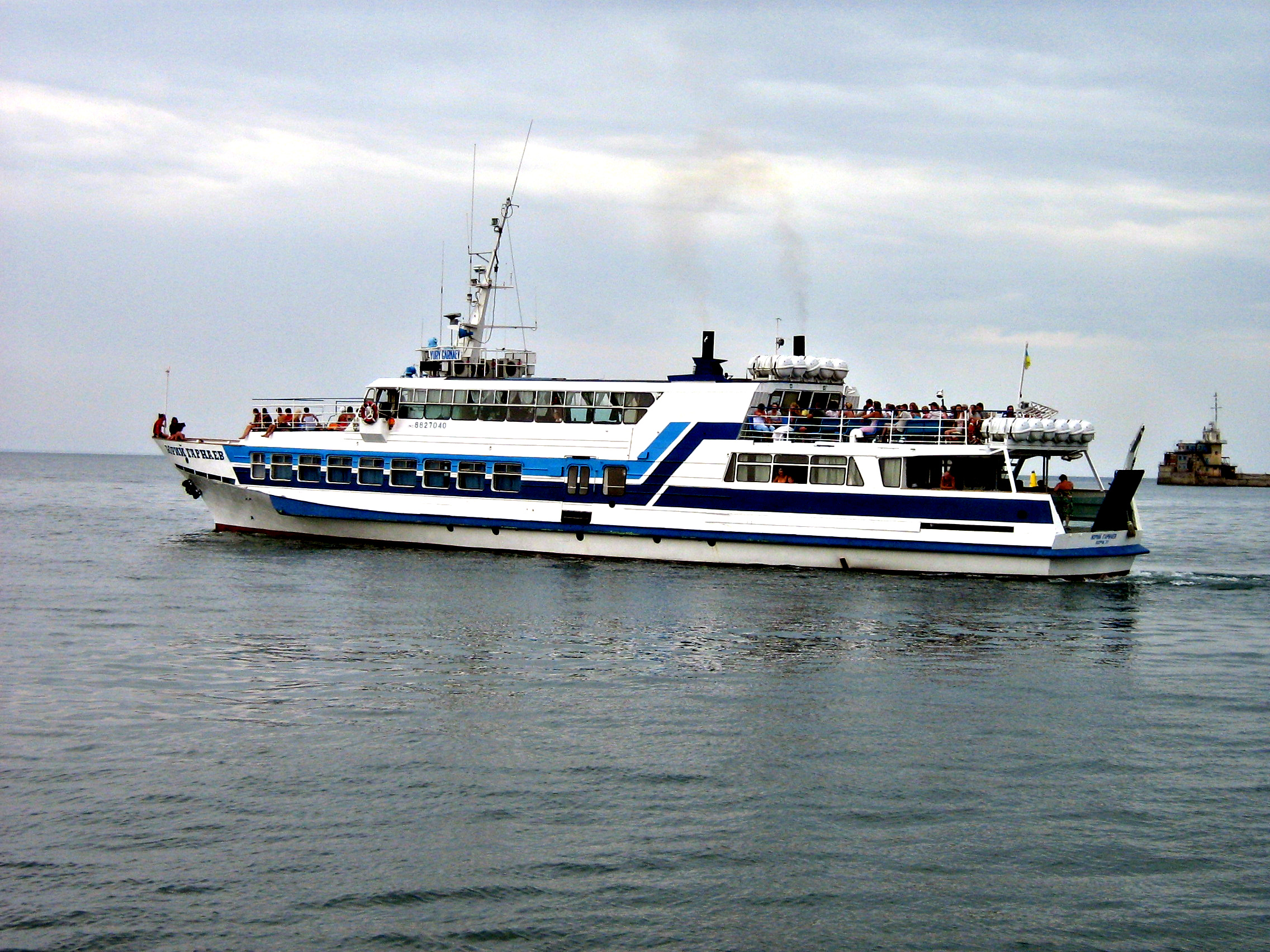
Теплоход «Юрий Гарнаев». (2011 год)